# Blepisanis argenteosuturalis
Blepisanis argenteosuturalis är en skalbaggsart som först beskrevs av Stefan von Breuning 1955.  Blepisanis argenteosuturalis ingår i släktet Blepisanis och familjen långhorningar. Inga underarter finns listade.